# 派塔卢泽斯
派塔卢泽斯（希臘語：Πεταλούδες）是希腊佐澤卡尼索斯群島中罗得岛上的一个旧市镇。自2011年地方政府改革以来，它成為罗得市镇的一个市区。Kremasti 、 Paradisi 、Theologos (Tholos)、Damatria、 Maritsa和Pastida等村庄均位於派塔卢泽斯市区。市区面积为89.150平方公里，2021年人口数量为15,086人。
派塔卢泽斯山谷（有时称为“蝴蝶谷”）是數以千計的泽西虎蛾（Euplagia quadripunctaria rhodosensis）罗得亚种的家园。由于该地区湿度大，在雨季（5月下旬）之后，这些虎蛾遍佈整個蝴蝶谷。蝴蝶谷的东方香胶树散发出一种能吸引虎蛾的气味，也是蝴蝶谷出現虎蛾的重要原因之一。由于游客数量的增加，虎蛾受到壓力，此時虎蛾往往会频繁飞行，這樣反而會耗尽它们的體能。